# ويليام روس ماكدونالد
ويليام روس ماكدونالد (بالإنجليزية: William Ross Macdonald) هو محامي وسياسي كندي، ولد في 25 ديسمبر 1891 في تورونتو في كندا، وتوفي بنفس المكان في 28 مايو 1976. حزبياً، نشط في الحزب الليبرالي الكندي.

## مناصب
- انتخب عضو مجلس العموم الكندي عن دائرة Brantford City [الإنجليزية]‏ (1935 – 1949).
- انتخب Leader of the Opposition in the Senate (Canada) [الإنجليزية]‏ (1957 – 1963).
- انتخب رئيس مجلس العموم الكندي [الإنجليزية]‏ (15 سبتمبر 1949 – 11 يونيو 1953).
- انتخب المحامي العام لكندا [الإنجليزية]‏ (12 يناير 1954 – 20 يونيو 1957).
- انتخب Leader of the Opposition in the Senate (Canada) [الإنجليزية]‏ (1957 – 1963).
- انتخب Representative of the Government in the Senate [الإنجليزية]‏ (22 أبريل 1963 – 2 فبراير 1964).
- انتخب عضو مجلس الشيوخ الكندي (12 يونيو 1953 – 22 ديسمبر 1967).
- انتخب نائب حاكم أونتاريو [الإنجليزية]‏ (4 يوليو 1968 – 10 أبريل 1974).